# Leiperzell
Leiperzell ist ein Gemeindeteil der Stadt Feuchtwangen im Landkreis Ansbach (Mittelfranken, Bayern). Leiperzell liegt in der Gemarkung Banzenweiler.

## Geografie
Der Weiler liegt am linken Ufer der Sulzach. Der Ort ist von Grünland mit vereinzelten Baumbestand und Ackerland umgeben. Etwas weiter östlich am Fuß einer bewaldeten Erhebung gibt es Heideland. 0,75 km südöstlich liegt das Heiligenholz. Eine Gemeindeverbindungsstraße führt nach Oberdallersbach (1,8 km nördlich) bzw. zur Bundesstraße 25 (0,5 km westlich). Ein Wirtschaftsweg führt nach Poppenweiler (1 km südlich).

## Geschichte
Leiperzell wurde wie alle übrigen „-zell“-Orte (Aichenzell, Seiderzell, Bergnerzell und Rammerzell) vom Kloster Feuchtwangen angelegt und durch das Kloster verwaltet. Da dieses 1197 in ein Säkularkanonikerstift umgewandelt worden ist, muss die Gründung von Leiperzell vor 1197 erfolgt sein. Erstmals urkundlich erwähnt wurde der Ort am 9. August 1257 als „Livprerchscelle“.
Leiperzell lag im Fraischbezirk des ansbachischen Oberamtes Feuchtwangen. Im Jahr 1732 gab es fünf Anwesen (zwei Höfe, ein Halbhof, ein Gütlein, eine Mühle) und eine öde Kapelle. Die Dorf- und Gemeindeherrschaft und die Grundherrschaft übte das Stadtvogteiamt Feuchtwangen aus. Gegen Ende des Alten Reiches gab es noch zwei weitere Anwesen, die Fremdherren unterstanden. Von 1797 bis 1808 unterstand der Ort dem Justiz- und Kammeramt Feuchtwangen. 
Mit dem Gemeindeedikt (frühes 19. Jh.) wurde Leiperzell dem Steuerdistrikt Tauberschallbach und der Ruralgemeinde Banzenweiler zugeordnet. Im Zuge der Gebietsreform in Bayern wurde Leiperzell am 1. Juli 1971 nach Feuchtwangen eingemeindet.

### Ehemalige Baudenkmäler
- Haus Nr. 4 mit Fachwerkgiebel. Am Türsturz bezeichnet „18 GMSt 08“. Von dem über das Haus vorgezogenen Kellergeschoss geht ein Fluchtgang in nicht bestimmbarer Richtung aus.[10]
- Altsitz (zu Haus Nr. 6): Kleines Wohnstallgebäude mit verzahnten Eckquadern, Fachwerkgiebel und Satteldach. An einem Eckquader an der Nordostecke eingehauenes Monogramm „IGH“, Jahreszahl „1786“, Hauszeichen, Blumenornament. Gefährdeter Bauzustand.[10]

### Einwohnerentwicklung
| Jahr      | 001818 | 001840 | 001861 | 001871 | 001885 | 001900 | 001925 | 001950 | 001961 | 001970 | 001987 |
| Einwohner | 47     | 42     | 46     | 34     | 39     | 37     | 38     | 54     | 25     | 18     | 20     |
| Häuser    | 8      | 9      |        |        | 10     | 11     | 7      | 5      | 7      |        | 4      |
| Quelle    | [ 12 ] | [ 13 ] | [ 14 ] | [ 15 ] | [ 16 ] | [ 17 ] | [ 18 ] | [ 19 ] | [ 20 ] | [ 21 ] | [ 1 ]  |

## Religion
Der Ort ist seit der Reformation evangelisch-lutherisch geprägt und bis heute nach St. Johannis (Feuchtwangen) gepfarrt. Die Einwohner römisch-katholischer Konfession sind nach St. Ulrich und Afra (Feuchtwangen) gepfarrt.